# Carsten Jahnke

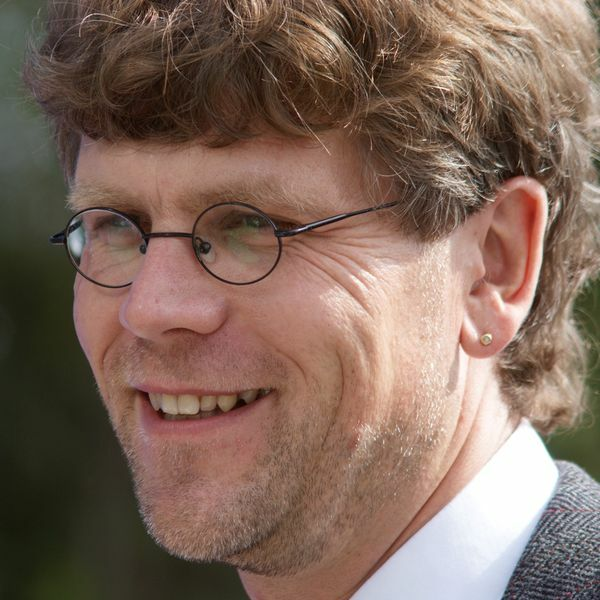
Carsten Jahnke, aufgenommen von Werner Maleczek auf einer Reichenau-Tagung des Konstanzer Arbeitskreises für mittelalterliche Geschichte

Carsten Jahnke (* 1968) ist ein deutscher Historiker.
Carsten Jahnke studierte von 1989 bis 1998 an der Universität Kiel die Fächer Geschichte, Germanistik, Philosophie und Erziehungswissenschaften. Das Studium schloss er im Wintersemester 1997/1998 mit einer von Thomas Riis betreuten Dissertation über Heringsfang und -handel im Ostseeraum des Mittelalters ab. In den Jahren 1998 und 1999 war er am Landesarchiv in Greifswald und Stipendiat der Deutschen Forschungs-Gemeinschaft (DFG). Im Jahr 2000 wurde er wissenschaftlicher Assistent am Historischen Institut der Universität Kiel, Abteilung für die Geschichte Schleswigs und Holsteins. Ebenfalls 2000 trat er dem Verein für Lübeckische Geschichte und Altertumskunde bei.
Er habilitierte sich 2004 an der Universität Kiel mit der Arbeit Netzwerke in Handel und Kommunikation an der Wende vom 15. zum 16. Jahrhundert am Beispiel zweier Revaler Kaufleute. Seinen Habilitationsvortrag hielt er am 24. Mai 2004 über die Borussifizierung des schleswig-holsteinischen Geschichtsbewußtseins, 1866–1889. Er lehrt seit 2004 als Assistant Professor und seit 2008 als Associate Professor für mittelalterliche Geschichte am SAXO-Institute der Universität Kopenhagen. Zu seinen akademischen Schülern gehört unter anderem Angela Huang.
Jahnke erforscht vor allem die Kultur der Kaufleute Nordeuropas vom 9. bis zum 16. Jahrhundert, ihre Vergemeinschaftstungsformen von den Netzwerken des Handels bis zu den Städtebünden, ihre Handelswaren, ihre Buchführung und ihr Seerecht, wie es im sogenannten Flandrischen Copiar Nr. 9 überliefert ist und von Jahnke 2003 editorisch erschlossen wurde. Er veröffentlichte 2014 eine Darstellung über die Hanse. Er legte 2017 in 17 Kapiteln die Geschichte Dänemarks von der Wikingerzeit bis zum Beginn des 21. Jahrhunderts vor. Jahnke bewertete durch die Berücksichtigung archäologischer Ausgrabungsergebnisse die „Handelsstrukturen im Ostseeraum im 12. und beginnenden 13. Jahrhundert“ neu. Der Aufstieg Lübecks basiere vor allem auf den Nord-Süd-Routen Westfalen-Schleswig-Russland bzw. Niedersachsen-Slawenland-Ostseeraum und weniger auf dem Transithandel zwischen Nord- und Ostsee.

## Schriften
Monographien
- Geschichte Dänemarks. Reclam, Ditzingen 2017, ISBN 978-3-15-019488-1.
- Die Hanse. Reclam, Stuttgart 2014, ISBN 978-3-15-019206-1.
- Das Silber des Meeres. Fang und Vertrieb von Ostseehering zwischen Norwegen und Italien (12. – 16. Jahrhundert) (= Quellen und Darstellungen zur hansischen Geschichte. Neue Folge, Band 49). Böhlau, Köln u. a. 2000, ISBN 3-412-10599-6 (= Zugleich: Kiel, Universität, Dissertation, 1998 unter dem Titel: Jahnke, Carsten: Heringsfang und -handel im Ostseeraum des Mittelalters).

Quellenedition
- mit Antjekathrin Graßmann: Seerecht im Hanseraum des 15. Jahrhunderts. Edition und Kommentar zum Flandrischen Copiar Nr. 9 (= Veröffentlichungen zur Geschichte der Hansestadt Lübeck. Reihe B. Band 36). Schmidt-Römhild, Lübeck 2003, ISBN 978-3-7950-0476-7.

Herausgeberschaften
- A companion to medieval Lübeck (= Brill’s companions to European history. Band 18). Brill, Leiden u. a. 2019, ISBN 978-90-04-38068-4.